# Il Foglio
Il Foglio (ит. Иль Фольо — «Лист») — итальянская ежедневная газета. Основана 30 января 1996 года в Милане итальянским журналистом и политиком Джулиано Феррара.

## История
Своё название газета получила в связи с тем, что по традиции выпускается на одном листе бумаги. Как правило, в ней представлен краткий ежедневный обзор событий с комментариями и аналитическими статьями. Il Foglio стала одной из первых итальянских газет, которая начала выходить в электронной версии.
Газета входит в состав холдинга Musa Comunicazione, принадлежащего компании Sorgente Group. Компании принадлежит 97,48 % акций газеты, 2,52 % принадлежит бизнесмену Денису Вердини. Газета финансируется из государственного бюджета Италии. Общая сумма ежегодного финансирования газеты с 1997 по 2015 год составила 52 557 792 евро. В среднем за этот период на газету тратилось от 1 до 3 млн евро. Со дня основания до 2015 года главным редактором газеты был её основатель Джулиано Феррара. С 2015 года главным редактором является Клаудио Чераза.

## Il Foglio Ai
18 марта 2023 года Il Foglio запустил новый проект Il Foglio Ai — первое в мире СМИ, которое полностью изготавливается искусственным интеллектом. Il Foglio Ai планируется к выпуску в течение месяца, по истечении которого будет принято решение, продолжать ли его дальше. Издание будет выходить в электронной и бумажной версиях. Журналисты должны лишь задавать темы материалов, а всё остальное — написание текстов, заголовки, вёрстку должен выполнять искусственный интеллект. Проект привлёк большое внимание со стороны СМИ всего мира — от английской The Guardian до индийской Business Standard.